# Demokratická unie odborářů
Demokratická Unie Odborářů (DUO) je jedna z českých odborových organizací. Vznikla v roce 2011 a zastupuje především zaměstnance pracující v železniční dopravě. 

## Historie a činnost
Přípravný výbor Demokratické Unie Odborářů vznikl na konci února 2011 ve složení Radek Košťál, František Fojtík a Vladimír Končal. Po registraci na Ministerstvu vnitra ČR došlo k faktickému vzniku DUO 15. března 2011. V souladu se Stanovami DUO proběhla následně členská schůze, na které byl zvolen první Výkonný výbor DUO v čele s předsedou Zdeňkem Fojtíkem. 